# Breakmecanix
Breakmecanix är en producentduo som består av Mårten Sakwanda och Måns Asplund. De grundade tillsammans med Timbuktu skivbolaget JuJu Records. 
Breakmecanix har producerat musik till Timbuktu, Chords, Ayo, Organismen, J-Ro, Lazee, Sedlighetsroteln, PST/Q, Promoe, Looptroop, Helt Off, Näääk med flera.